# 鉄嶺西駅
鉄嶺西駅（てつれいにしえき）とは、中華人民共和国遼寧省鉄嶺市鉄嶺県に位置する哈大旅客専用線の駅。

## 歴史
- 2012年12月1日　開業。

## 隣の駅
中華人民共和国鉄道部
哈大旅客専用線
開原西駅 - 鉄嶺西駅 - 瀋陽北駅
座標: 北緯42度13分53秒 東経123度39分57秒 / 北緯42.2313度 東経123.6657度